# 沈黙の背信
『沈黙の背信』（ちんもくのはいしん、原題: TRUE JUSTICE PART3）は、アメリカの映画作品、スティーヴン・セガール主演の"沈黙シリーズ（TRUE JUSTICE Series）"である。

## キャスト
| 役名                       | 俳優                                           | 日本語吹替 |
| -------------------------- | ---------------------------------------------- | ---------- |
| イライジャ・ケイン         | スティーヴン・セガール                         | 大塚明夫   |
| ジュリエット・ソーンダーズ | ミーガン・オリー                               | 有賀由樹子 |
| アンドレ・メイソン         | ウィリアム・"ビッグ・スリープス"・スチュワート | 丸山壮史   |
| サラ・モンゴメリ           | サラ・リンド                                   | ミルノ純   |
|                            | バイロン・マン                                 |            |
| ヒロ                       | アレックス・マラリ・Jr.                        | 河合みのる |
| ゲイツ                     | カイル・キャシー                               | 村上裕哉   |
| グレーヴス                 | エイドリアン・ハフ                             | 里卓哉     |
| アヴィ                     | デヴィッド・リッチモンド＝ペック               | 金子修     |
| ポール                     | ナサニエル・デヴォー                           | 板取政明   |
| トミー                     | マット・ウォード                               | 浅井慶一郎 |
| エイプリル                 | アネット・トラー                               | 稲田佳乃香 |
| キャシー                   | エクスタア・サンダース                         | 辰巳知里   |
| スパークス                 | エリザベス・タイ                               | 宮川悠     |
| 科学捜査官                 |                                                | 齊藤麻美   |
| 無線(1)                    |                                                | 内野孝聡   |
| 無線(2)                    |                                                | 高橋直也   |
| 手下(10)                   |                                                | 阪手真     |